# Římskokatolická farnost Týnec nad Sázavou
Římskokatolická farnost Týnec nad Sázavou je jedno z územních společenství římských katolíků v benešovském vikariátu s farním kostelem sv. Šimona a Judy. Farářem je Mgr. Bedřich Vymětalík.

## Kostely farnosti
| Kostel                     | Místo              | Bohoslužba                                    |
| -------------------------- | ------------------ | --------------------------------------------- |
| Nanebevzetí Panny Marie    | Netvořice          | ne 11.00                                      |
| Nejsvětější Trojice        | Hostěradice        |                                               |
| sv. Víta                   | Lešany             |                                               |
| sv. Šimona a Judy          | Týnec nad Sázavou  | ne 09.30 čt a pá 17.00                        |
| sv. Bartoloměje            | Ledce              |                                               |
| sv. Kateřiny Alexandrijské | Chrást nad Sázavou | so 11.00 poslední sobota v měsíci             |
| sv. Václava                | Pecerady           |                                               |
| sv. Václava                | Václavice          | ne 08.00                                      |
| sv. Floriána               | Zbožnice           |                                               |
| Panny Marie                | Chrášťany          |                                               |
| Narození Panny Marie       | Vysoký Újezd       | so 15.00 v zimním čase so 16.00 v letním čase |